# Vice Versa (film 1988)
Vice Versa – amerykańska komedia fantasy, film z 1988 w reżyserii Briana Gilberta na podstawie powieści Thomasa Ansteya Guthriego.

## Obsada
- Judge Reinhold jako Marshall Seymour / Charlie Seymour
- Fred Savage jako Charlie Seymour / Marshall Seymour
- Corinne Bohrer jako Sam
- Swoosie Kurtz jako Tina Brooks
- Jane Kaczmarek jako Robyn Seymour
- David Proval jako	Turk
- William Prince jako Stratford Avery
- Gloria Gifford jako Marcie
- Beverly Archer jako panna Jane Luttrell
- Harry Murphy jako	Larry
- Kevin O’Rourke jako Brad
- Richard Kind jako	Floyd
- Charles Lucia jako Cliff
- Ajay Naidu jako Dale Ferriera